# Premi Robert 1985
La 2ª edizione dei Premi Robert si è svolta a Copenaghen nel 1985.

## Vincitori
- Miglior film: L'elemento del crimine (Forbrydelsens element), regia di Lars von Trier
- Miglior attore protagonista: Lars Simonsen - Tro, håb og kærlighed
- Miglior attrice protagonista: Bodil Udsen - Min farmors hus
- Miglior attore non protagonista: Bent Mejding - Tro, håb og kærlighed
- Miglior attrice non protagonista: Aase Hansen - Tro, håb og kærlighed
- Miglior sceneggiatura: Bille August e Bjarne Reuter - Tro, håb og kærlighed
- Miglior fotografia: Tom Elling - L'elemento del crimine (Forbrydelsens element)
- Miglior montaggio: Tómas Gislason - L'elemento del crimine (Forbrydelsens element)
- Miglior scenografia: Peter Høimark - L'elemento del crimine (Forbrydelsens element)
- Migliori costumi: Manon Rasmussen - L'elemento del crimine (Forbrydelsens element)
- Miglior musica: Kim Larsen - Midt om natten
- Miglior sonoro: Morten Degnbol - L'elemento del crimine (Forbrydelsens element)
- Migliori effetti speciali: Peter Høimark - L'elemento del crimine (Forbrydelsens element)
- Miglior film straniero: Amadeus, regia di Miloš Forman
- Miglior cortometraggio/documentario: Fugl Fønix, regia di Jon Bang Carlsen